# Let's Groove
Let's Groove is een nummer van de Amerikaanse band Earth, Wind & Fire uit 1981. Het is de eerste single van hun elfde studioalbum Raise!.

## Achtergrond
Met dit nummer ging EWF een andere kant op dan met hun voorgaande nummers. Hoewel de band in de jaren '70 voornamelijk disco liet horen, kent Let's Groove meer synthesizerinvloeden. Hiermee wilde leadzanger Maurice White een groter publiek bereiken. "Een hit maken is heel oprecht, niet minder oprecht dan bijvoorbeeld jazz. Dit nummer nodigt uit; geniet met ons mee", aldus White.
Het nummer werd in verschillende landen een grote hit. In de Amerikaanse Billboard Hot 100 haalde het de 3e positie. In de Nederlandse Top 40 haalde het de 5e positie, en in de Vlaamse Radio 2 Top 30 de 9e.

## In populaire cultuur
In 1990 werd Let's Groove gesampled door MC Skat Kat, de fictieve duetpartner van Paula Abdul, op diens eerste solosingle. 

## NPO Radio 2 Top 2000
Let's Groove stond alleen in 2021 in de NPO Radio 2 Top 2000, op plek 1851.